# 800.
800. je prvo desetletje v 9. stoletju med letoma 800 in 809. 